# Pritzelago alpina subsp. auerswaldii
Pritzelago alpina subsp. auerswaldii é uma subespécie de planta com flor pertencente à família Brassicaceae. 
A autoridade científica da subespécie é (Willk.) Greuter & Burdet, tendo sido publicada em Willdenowia 15: 68. 1985.

## Portugal
Trata-se de uma subespécie presente no território português, nomeadamente em Portugal Continental.
Em termos de naturalidade é nativa da região atrás indicada.

## Protecção
Não se encontra protegida por legislação portuguesa ou da Comunidade Europeia.